# Edith Nzuruike
Edith Nzuruike es una deportista nigeriana que compitió en atletismo adaptado. Ganó una medalla de oro en los Juegos Paralímpicos de Sídney 2000 en la prueba de lanzamiento de jabalina (clase F58).

## Palmarés internacional
| Juegos Paralímpicos | Juegos Paralímpicos | Juegos Paralímpicos | Juegos Paralímpicos |
| Año                 | Lugar               | Medalla             | Prueba              |
| ------------------- | ------------------- | ------------------- | ------------------- |
| 2000                | Sídney (Australia)  | Medalla de oro      | Jabalina F58        |